# رشاقة

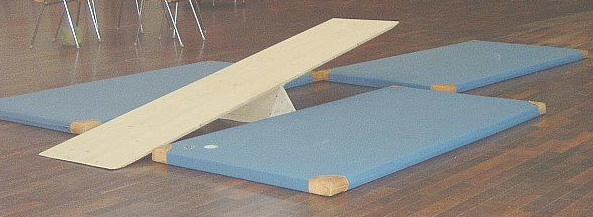
أداة لممارسة توازن الرشاقة للأطفال

الخفة أو الرشاقة تغيير وضع وشكل الجسم بكفاءة. يتطلب تداخل مهارات الحركة المعزولة مع مزيج التوازن والانسجام الحركي والسرعة وردود الفعل والقوة والتحمل. الرشاقة عبارة عن القدرة على تغيير اتجاه الجسم بإسلوب فعال، وتحقيق هذا يعتمد على:
- التوازن: وهو القدرة على الحفاظ على حالة التوازن اثناء الحركة أو السكون، من خلال الإجراءات المنسقة لوظائفنا الحسية (عيون وآذان وأجهزة التحفيز في مفاصلنا).
- التوازن الأستاتيكى: القدرة على الاحتفاظ بمركز الكتلة فوق قاعدة الدعم في وضع السكون.
- التوازن الديناميكي: القدرة على الحفاظ على التوازن مع حركة الجسم.
- السرعة: القدرة على تحريك كامل الجسم أو جزء منه بسرعة.
- القوة: قدرة العضلات أو المجموعة العضلية على التغلب على المقاومة.
- التنسيق - القدرة على التحكم في حركة الجسم بالتعاون مع الوظائف الحسية للجسم (على سبيل المثال، في التقاط الكرة: (اليد والكرة وتنسيق العين).

في الرياضة، غالباً ما يتم تعريف الرشاقة من حيث الرياضة الفردية، نظرًا لكونه عبارة عن تكامل بين العديد من المكونات المختلفة المستخدمة (بشكل خاص لكل أنواع الرياضات المختلفة). تعريف شيبارد ويونغ (2006) خفة الحركة بأنها «حركة سريعة لكامل الجسم مع تغيير السرعة أو الاتجاه استجابةً للحافز».

تعد الرشاقة أيضًا سِمة مهمة في العديد من لعب الأدوار في العديد من الألعاب، مثل ألعاب الفيديو مثل Pokémon وألعاب الطاولة مثل Dungeons & Dragons.حيث ان الرشاقة قد تؤثر على القدرة الشخصية على التهرب من هجوم العدو أو الهبوط من تلقاء نفسه، أو النشل واختيار الأقفال.
في علم النفس الحديث، مؤلفة، عالمة نفس، والمديرة التنفيذية سوزان ديفيد تقدم مفهومًا تصفه بأنه "خفة الحركة العاطفية حيث عرفتها بأنها: "التحلي بالمرونة مع أفكارك ومشاعرك حتى تتمكن من الاستجابة على النحو الأمثل للمواقف اليومية." 

## تعريف الرشاقة
الرشاقة في الرياضة: غالبا ما تعرف بخفة الحركة من حيث الرياضة الفردية وتعرف خفة الحركة بأنها «حركة الجسم كله السريع مع تغيير السرعة أو الاتجاه ردا على التحفيز».والرشاقة عامل مهم في جميع الانشطة الرياضية مثل الجمباز والغطس

## خفة الحركة
هي أيضا سِمة مهمة في العديد من دور الألعاب، ألعاب الكمبيوتر على حد سواء وكما الزنزانات والتنينات. خفة الحركة قد تؤثر على قدرة الشخص على التهرب من هجوم أو تفادي المناطق الوعرة.

## التوازن
القدرة على الحفاظ على التوازن ثابت أو متحرك (أي عدم الوقوع فأكثر) من خلال إجراءات منسقة من وظائفنا الحسية (عيون وآذان والأجهزة التحفيز في المفاصل لدينا).

### توازن ثابت
القدرة على احتفاظ مركز الكتلة فوق قاعدة من الدعم في وضع ثابت.

### التوازن الديناميكي أو المتحرك
القدرة على الحفاظ على التوازن مع حركة الجسم. السرعة - القدرة على نقل كل أو جزء من الجسم بسرعة. قوة - قدرة عضلة أو مجموعة العضلات للتغلب على المقاومة.

### التنسيق
القدرة على التحكم في حركة الجسم بالتعاون مع الوظائف الحسية في الجسم (على سبيل المثال، في اقتناص الكرة [الكرة واليد والعين التنسيق]).

## الرشاقة لإنقاص الوزن
تعرف الرشاقة لإنقاص الوزن بانها دافع لحصول الأشخاص على أجسام رشيقة وصحية.

## اقرأ أيضًا
| - تخسيس - حمية غذائية | - رجيم - غذاء صحي |  |